# Chobot (Tisová)
Chobot je velký rybník, který byl vybudován na Betlémském potoce v povodí říčky Loučná. Nachází se v katastrálním území Tisová u Vysokého Mýta obce Tisová, přibližně 3 km V až VSV od náměstí ve Vysokém Mýtě. Z velké části, hlavně s výjimkou jihu, je obklopen lesy. Byl vybudován roku 1962, ovšem na místě zaniklého Mejtského rybníka, který byl nejzápadnější z rybníků vystavěných v této oblasti v pozdním středověku. Rozloha je podle základní mapy 1:10000 asi 44,5 ha, jinak je udávaná různě, od 42,14 ha po 49 ha. Název rybníka patrně vznikl podle jeho tvaru, při leteckém pohledu připomíná tvarem slona s chobotem. Slouží jako chovný rybník.